# Nagysallói csata
Nagysallói csata az 1848–49-es szabadságharc egyik fontos csatája volt 1849. április 19-én.

## Előzmények
Felix Jablonowski altábornagy, miután 1849. április 12-én hadosztályát Kéméndnél újrarendezte, mely alkalommal az egyik dandárt Strasdil, a másikat Dreyhann ezredes parancsnoksága alá helyezte, április 13-ika és 14-ike folyamán a Garam völgyén fölfelé Kálnára, a magas vízállás és áradás folytán a magyarok e legvalószinűbb átkelő pontjára nyomult előre, miközben a zselizi átjáró szemmeltartására 1 lovas századot hagyott vissza. Kálnánál a hadosztály a Vácnál szenvedett veszteségek pótlása gyanánt a Teuchert dandártól 2 Mazzuchelli zászlóaljat, 1 császárvértes századot és 10 löveget kapott. Jablonowsky még alig helyezkedett el Kálnánál, midőn őt Jellacsics fenti elhatározása értelmében újból Kéméndre, onnan pedig Esztergomba rendelte vissza. Ez ellen Jablonowsky a kálnai átjáró fontosságára való tekintettel két ízben is felszólalt, de miután Jellasics hajthatatlan maradt, a hadosztály, a Bényén hagyott Nassau-zászlóalj és a hadosztály összes lovasságán kívül 17-én újból Kéménden volt, ahova időközben a Herzinger, Theissing és Teuchert dandárok is beérkeztek, míg a Veigl-dandár Esztergomot szállotta meg. 1848. április 16-án egyszersmind beérkezett Kéméndre Ludwig von Wohlgemuth altábornagy is, aki hivatva volt a Garam mentén IV. számú hadtestté összpontosuló haderők felett a parancsnokságot átvenni.
Az újonnan alakított hadtest állománya: a Jablonowsky-hadosztály (7 zászlóalj, 7 és fél lovas század és 27 löveg – mintegy 7 ezer fő), illetve a Herzinger, Teuchert és Theissing dandárok (összesen 9 zászlóalj, 6 lovas század és 18 löveg – mintegy 10 ezer fő). A Veigl-dandárnak eredetileg 3 és fél zászlóaljból, 4 lovas századból és 3 ütegből kellett volna alakulnia, a valóságban azonban csak 11 gyalog- 1 lovas századból és 2 ütegből alakították – mintegy 1800 főből. Ezek szerint a hadtest 18 zászlóaljból, 14 és fél lovas századból és 57 lövegből, 16 ezer fős gyalogságból és 2200 lovasból állott.
A magyar fősereg I. (Klapka György tábornok), III. (Damjanich János tábornok) és VII. hadteste (Gáspár András tábornok) 1849. április 15-17. között érte el a Garamot, majd hozzákezdett a partváltás előkészületeihez. Az I. hadtest Nagykálna, a III. Óbars, míg a VII. hadtest műszaki alakulatai Zsemlér mellett fogtak hídverési munkába. Az I. és a III. hadtest 1849. április 18-án átkelt a Garamon, míg a VII. hadtest csak másnap kezdte meg a folyamátkelést.
Április 19-én a Dessewffy hadosztály, mint a hadsereg jobb szárnyoszlopát Alsópélen át Nagysallóra irányították, ahol a Jászfalu felé előrenyomuló sereg zöméhez, az I. hadtest fennmaradó részéhez és a III. hadtesthez kellett csatlakoznia. A VII. hadtest két hadosztályának, mint a sereg balszárnyoszlopának, Zselízt kellett elérnie. Ezen kívül egy huszár különítmény Verebélyen át Nyitra felé portyázott.

## A csata
„Fiúk! Ma van a fiatal osztrák császár nevenapja, jól lőjjetek ám a tiszteletére!”

– Táborkari tisztek (Karsa Ferenc nyomán)

A tavaszi hadjárat komáromi szakaszában, 1849. április 19-én Nagysalló mellett a magyar honvédek Klapka György tábornok vezetésével fényes győzelmet arattak az osztrák sereg felett. Görgei tábornok Léván maradt.

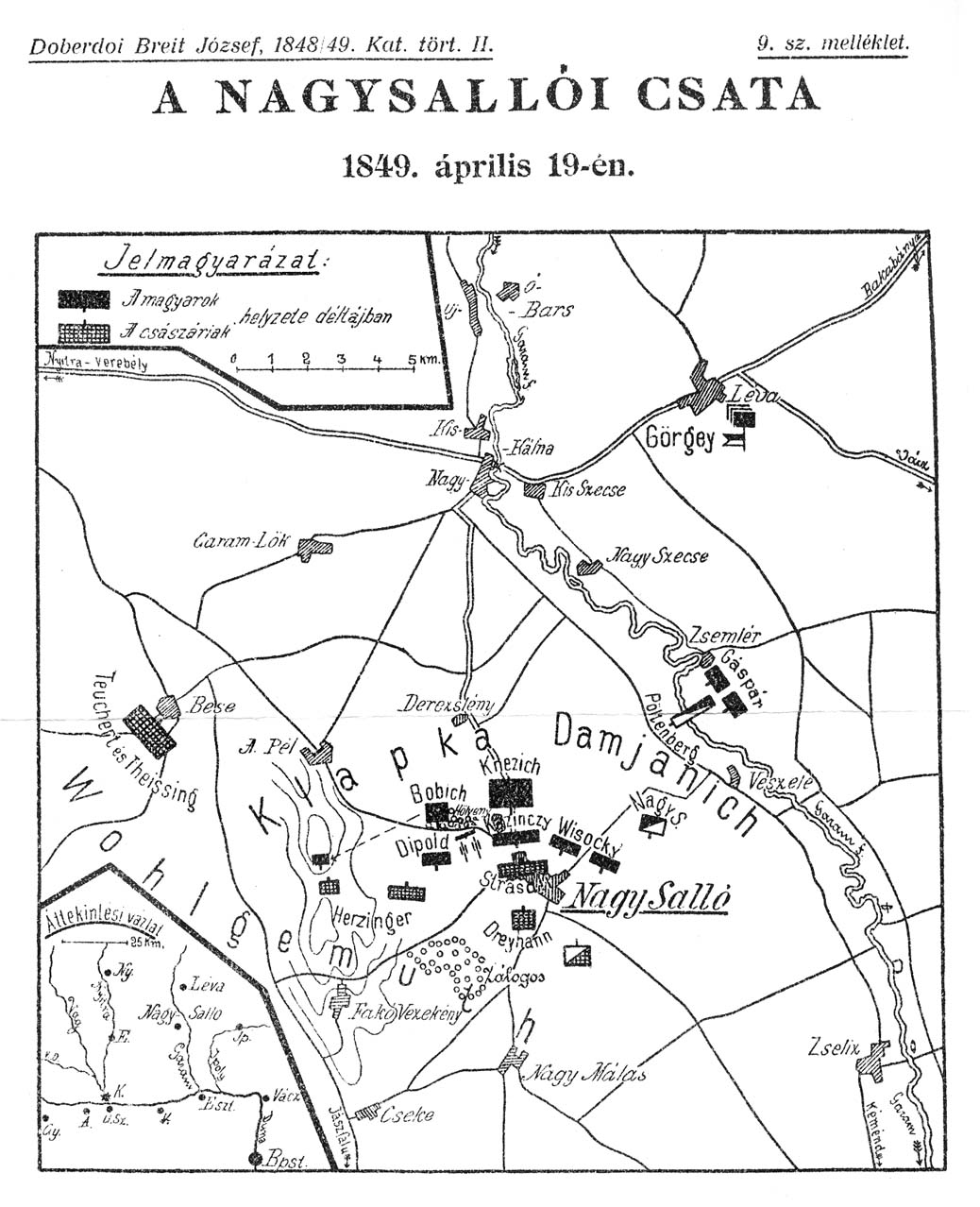
A csata állása déltájban

Az elővéd huszárjai jelentették Klapkának, hogy az ellenség megszállta Nagysallót. Erről a tábornok személyesen is meggyőződött, s látta ahogy az osztrák sereg csatarendbe fejlődött. Damjanichot a balra való felfejlődésre utasította, majd kezdetét vette a csata. Az osztrák sereg rendezett visszavonulását a VII. hadtest egyik lovasdandárjának Garam felőli oldalba támadása törte meg, így az fejvesztett menekülésbe csapott át. Magyar részről a tüzérség mellett a szegedi 3. (fehértollas), a kassai 9. (vörössipkás), a lévai 17., a debreceni 28. és a zalai 47. honvédzászlóaljak, a 19/III., a 39/III. és a 60/III. sorgyalog zászlóaljak, valamint a lengyel légió katonái tüntették ki magukat.
Báró Ludwig von Wohlgemuth altábornagy császári tartalék hadteste Érsekújvár irányában hátrált, így a honvédek számára megnyílt az út a komáromi erőd felé. A csatában részt vett Guyon Richárd is, akinek hadosztályát Görgei Artúr oszlatta fel, majd Kossuth Lajos nevezte ki Komárom várának parancsnokává. E tisztségét már másnap átvette.
A császáriak részéről a csata súlya szinte teljesen a Jablonowski-hadosztályra nehezedett, mivel a többi négy dandárt, vagyis a hadtest kétharmadát a csatához nem egyesítették. Utóbbiak közül az egyik dandár, parancsnokának közbelépésével avatkozott be. A Jablonowsky-hadosztály az óriási túlerőnek szívósan ellenállt. A magyar csapatok közül különösen a 3., 9., 28. és 47. honvéd, továbbá a 19., 39. és 60. sorezred 3. zászlóaljai tüntették ki magukat. A csata helyes tervezése Klapka György érdeme.
Ludwig von Welden táborszernagy a császáriak veszteségét, a hadifogságba eső elmaradt katonákkal együtt, mindössze 800–900 emberre tette, ellenben a magyar források azt, mindenesetre kissé túlozva 2 ezerre becsülték. A magyar csapatok vesztesége Klapka György szerint 600, Gelich Richárd szerint 700 fő volt.

## Emlékezete

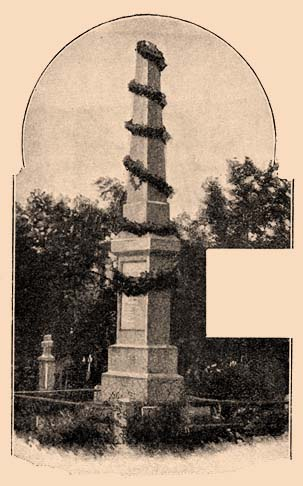
Léva
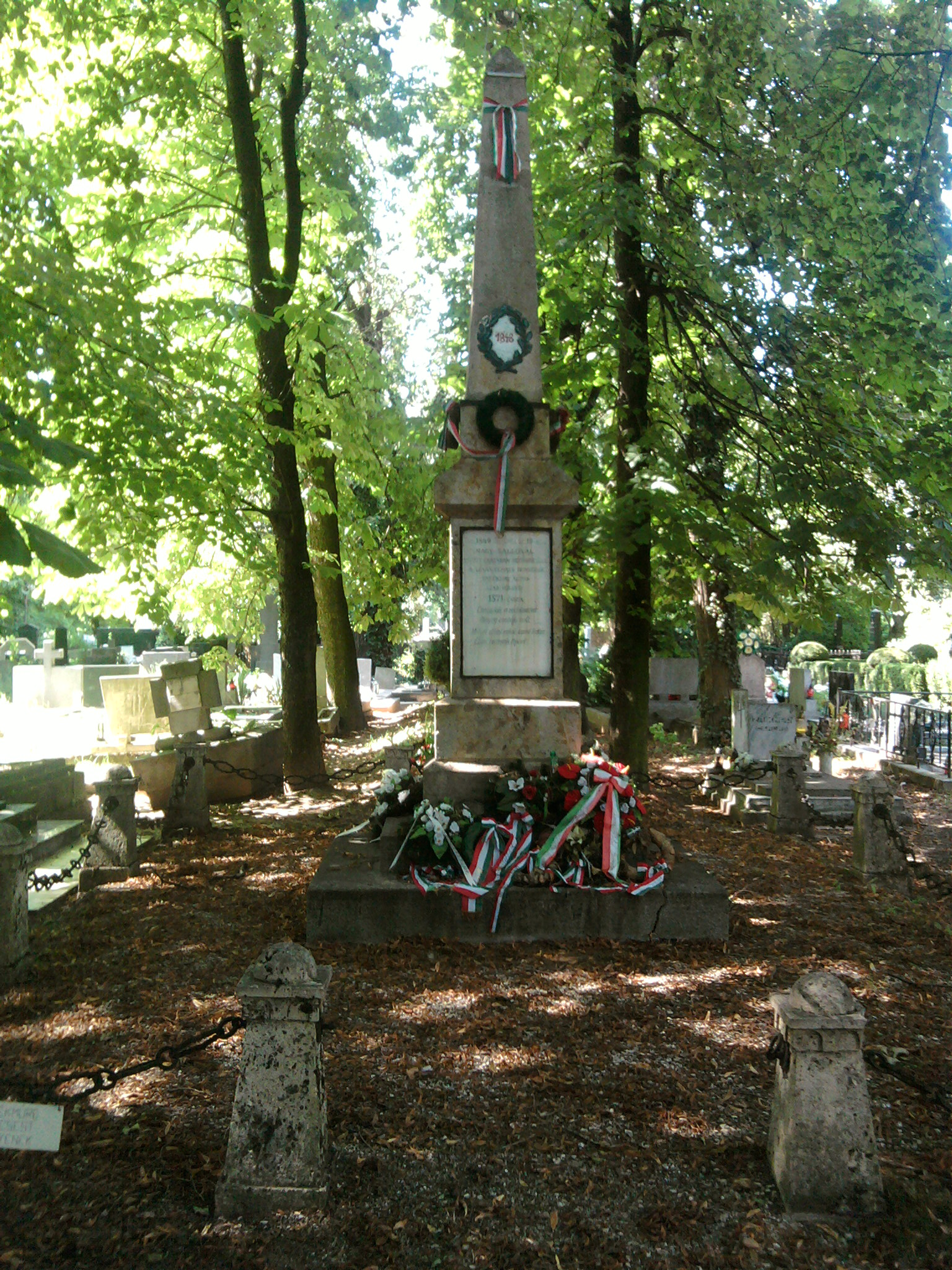
Léva
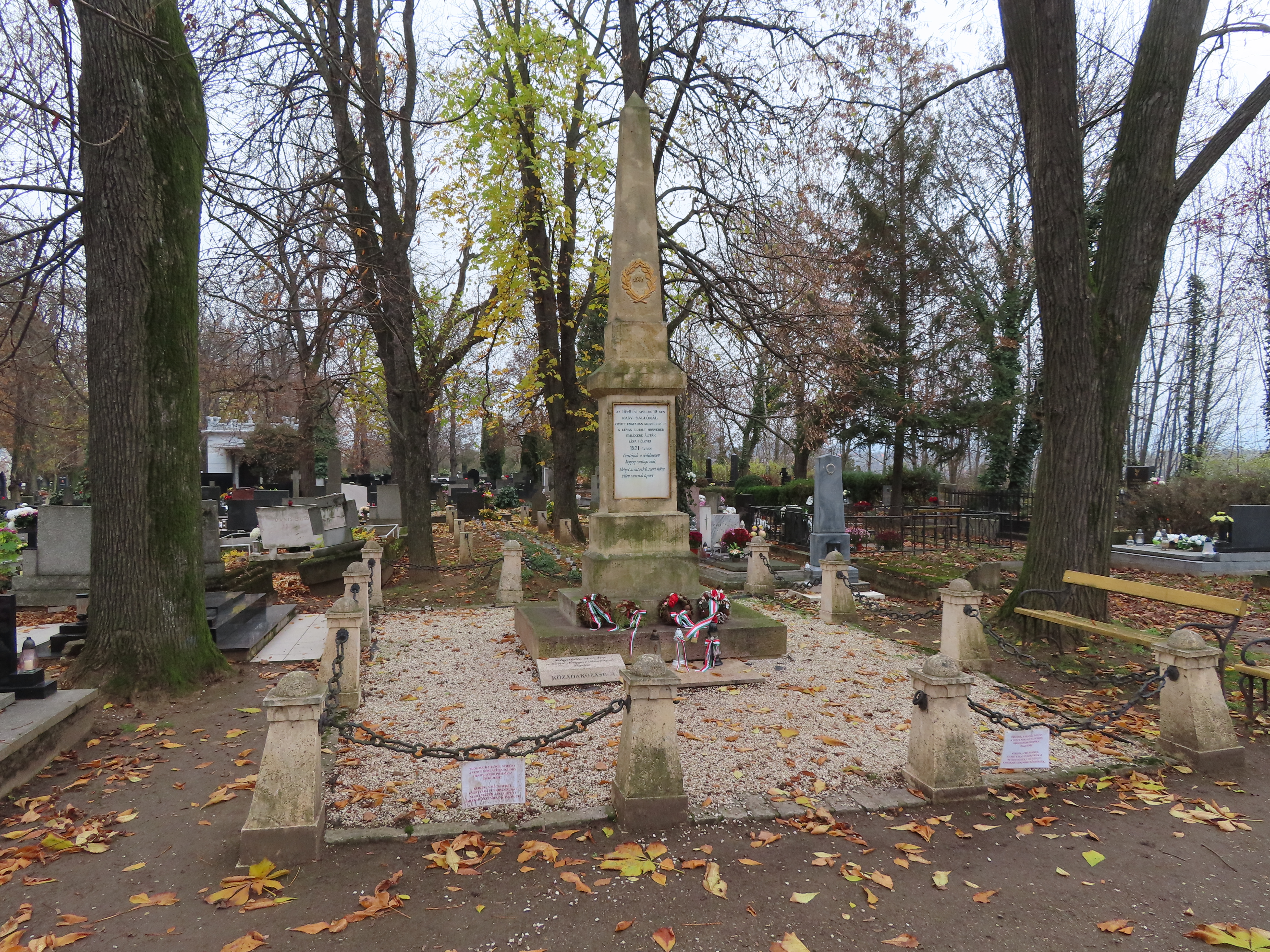
Léva
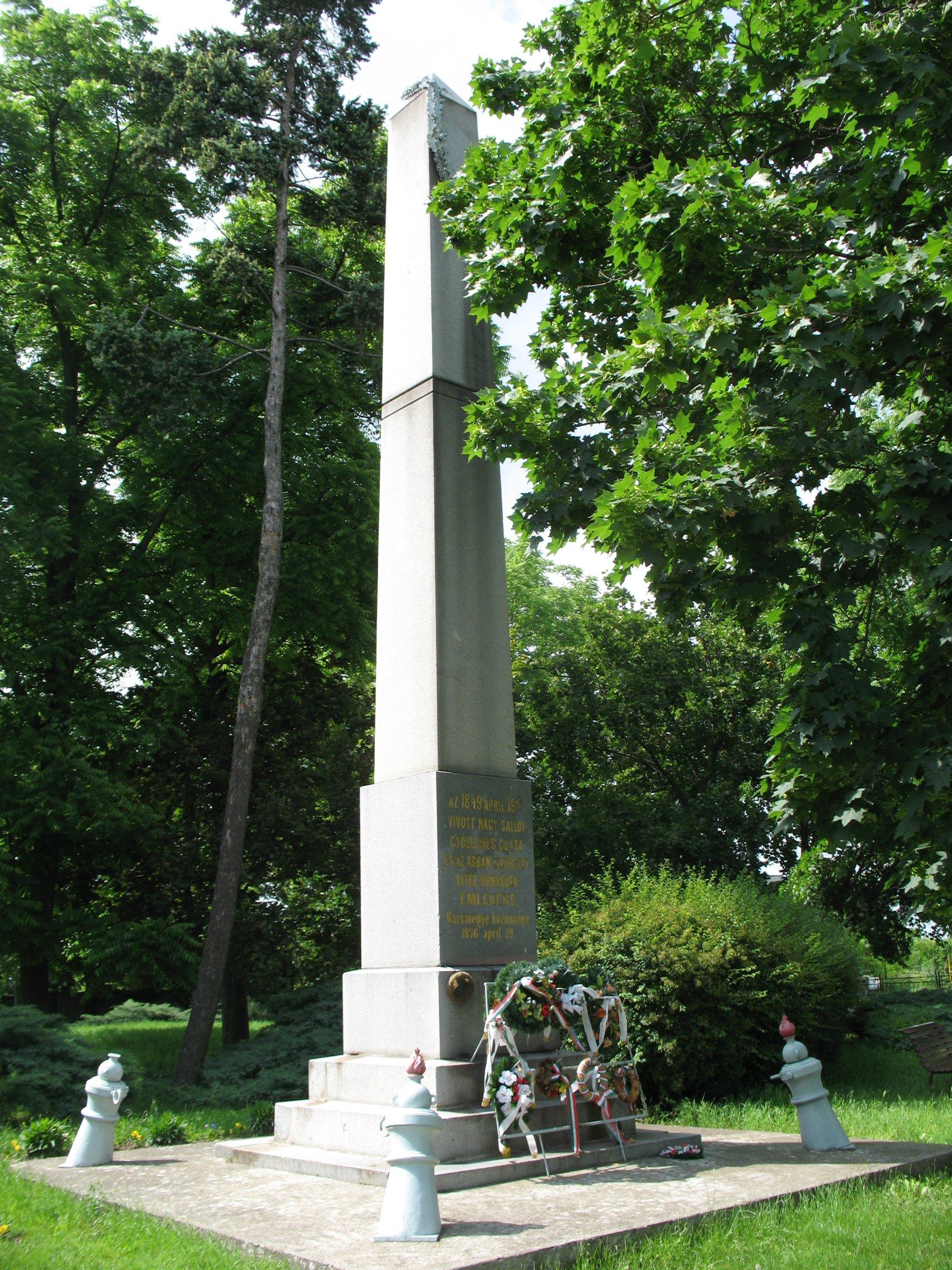
Nagysalló
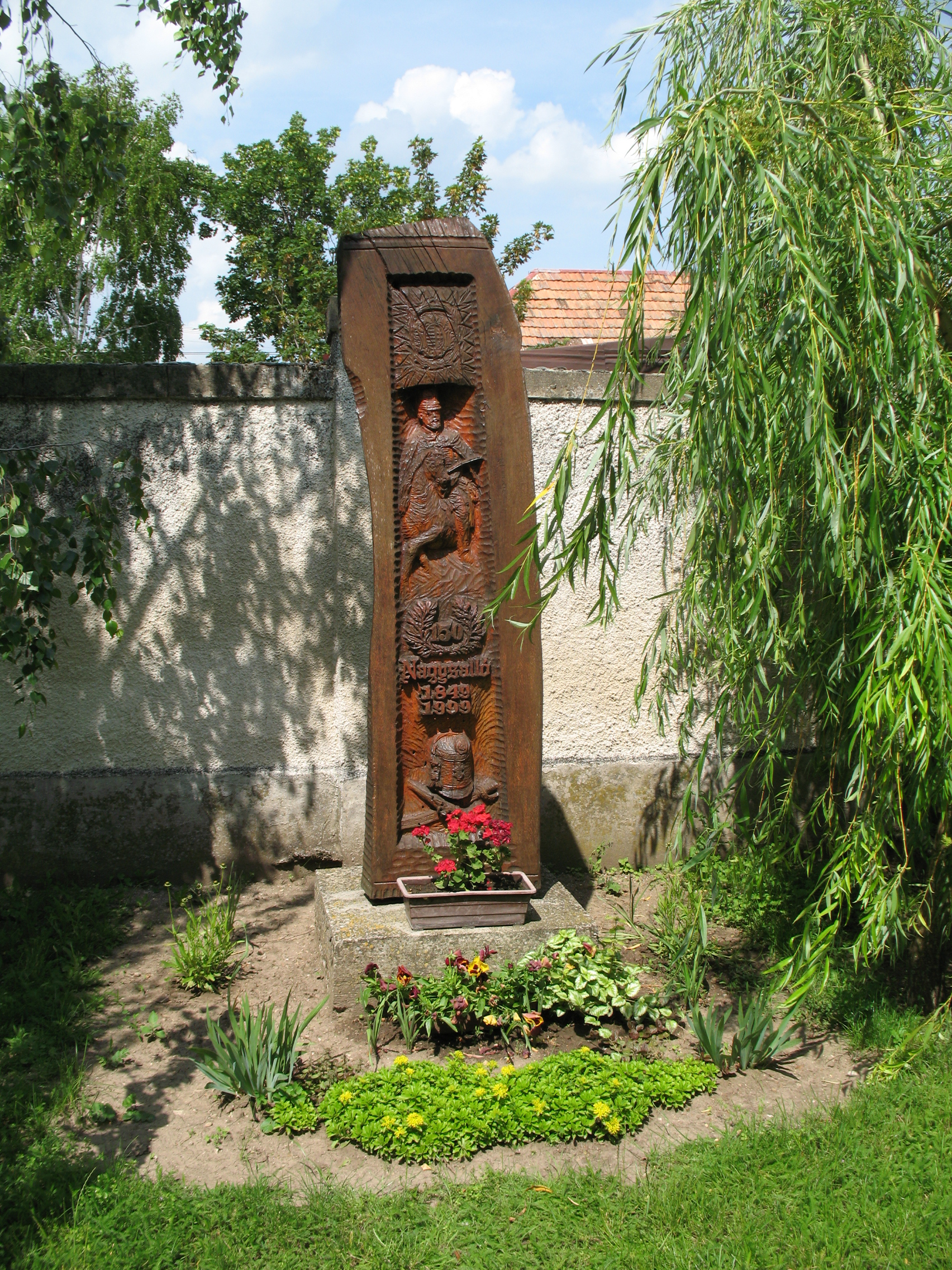
Nagysalló
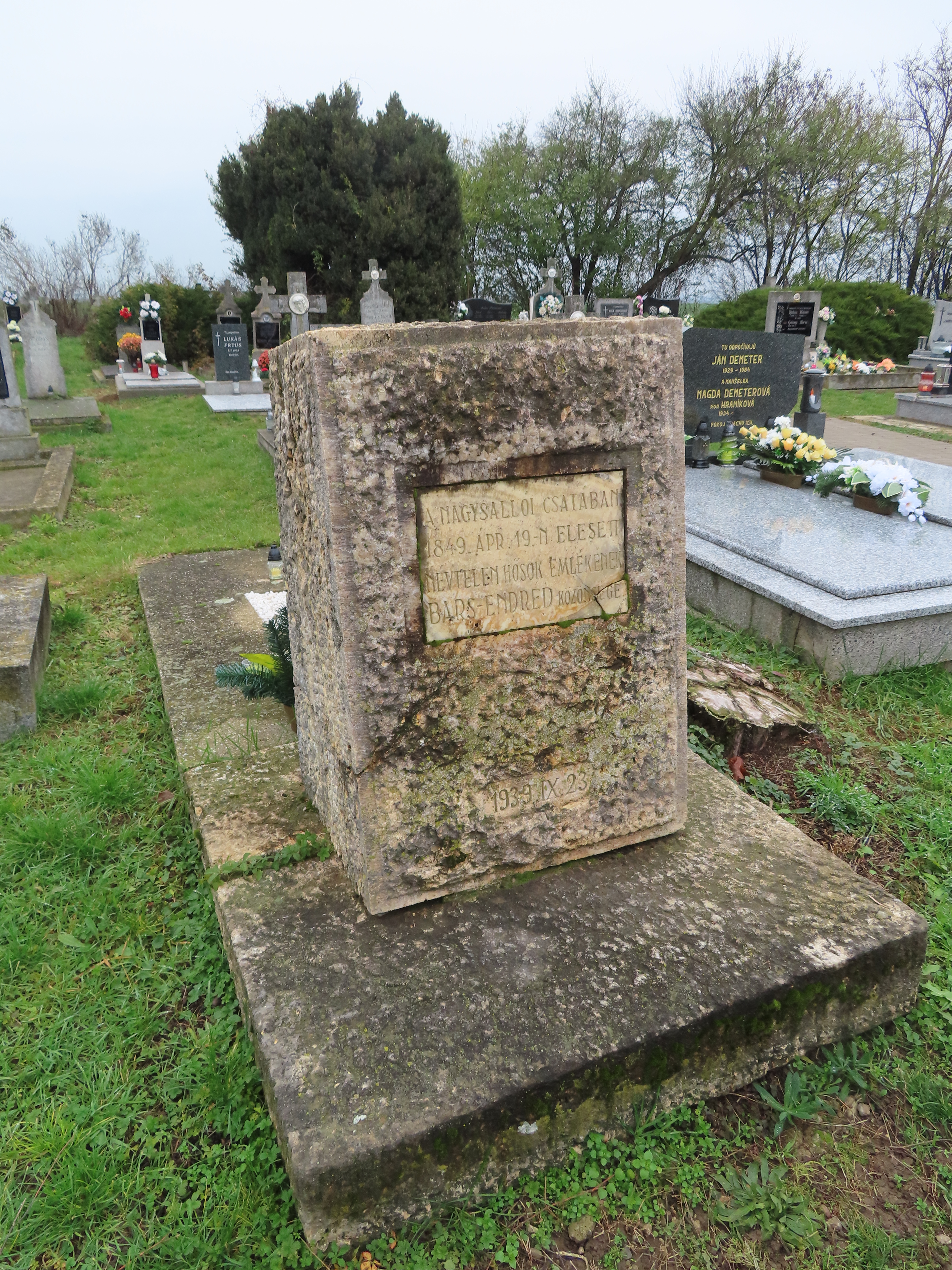
Barsendréd temető
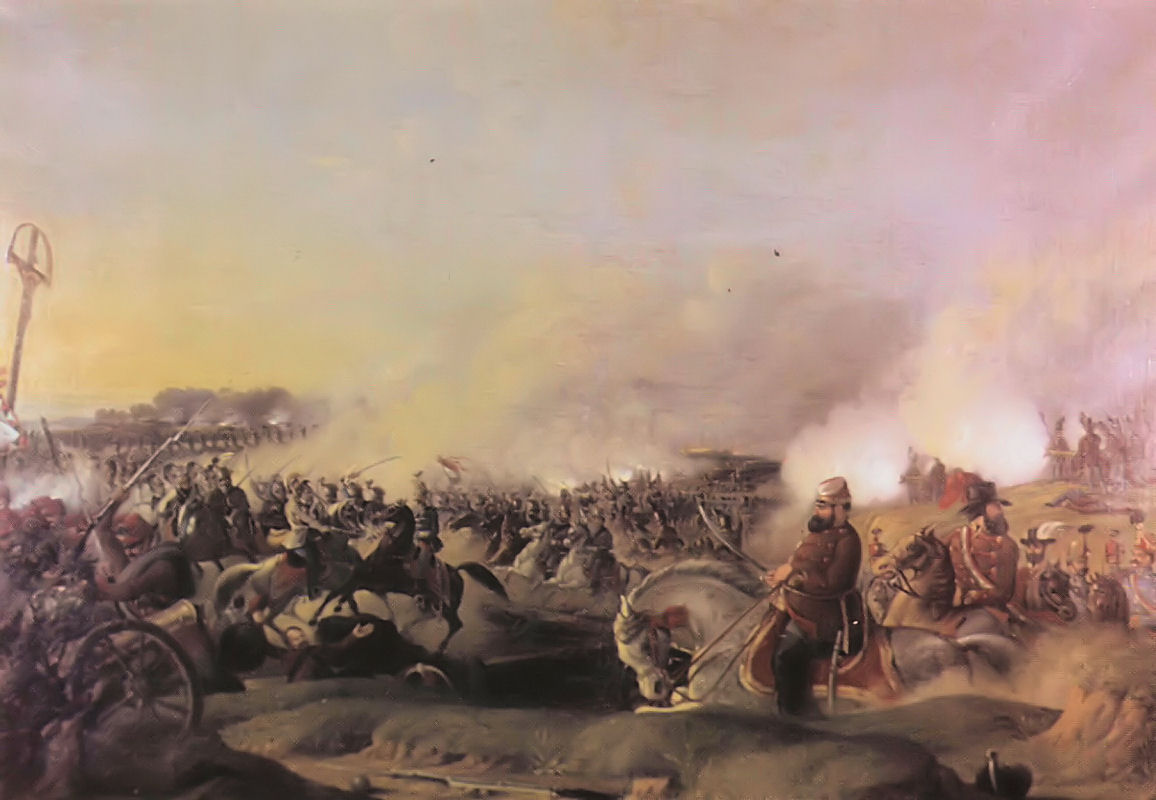
Medve Imre festménye a csatáról (1851)
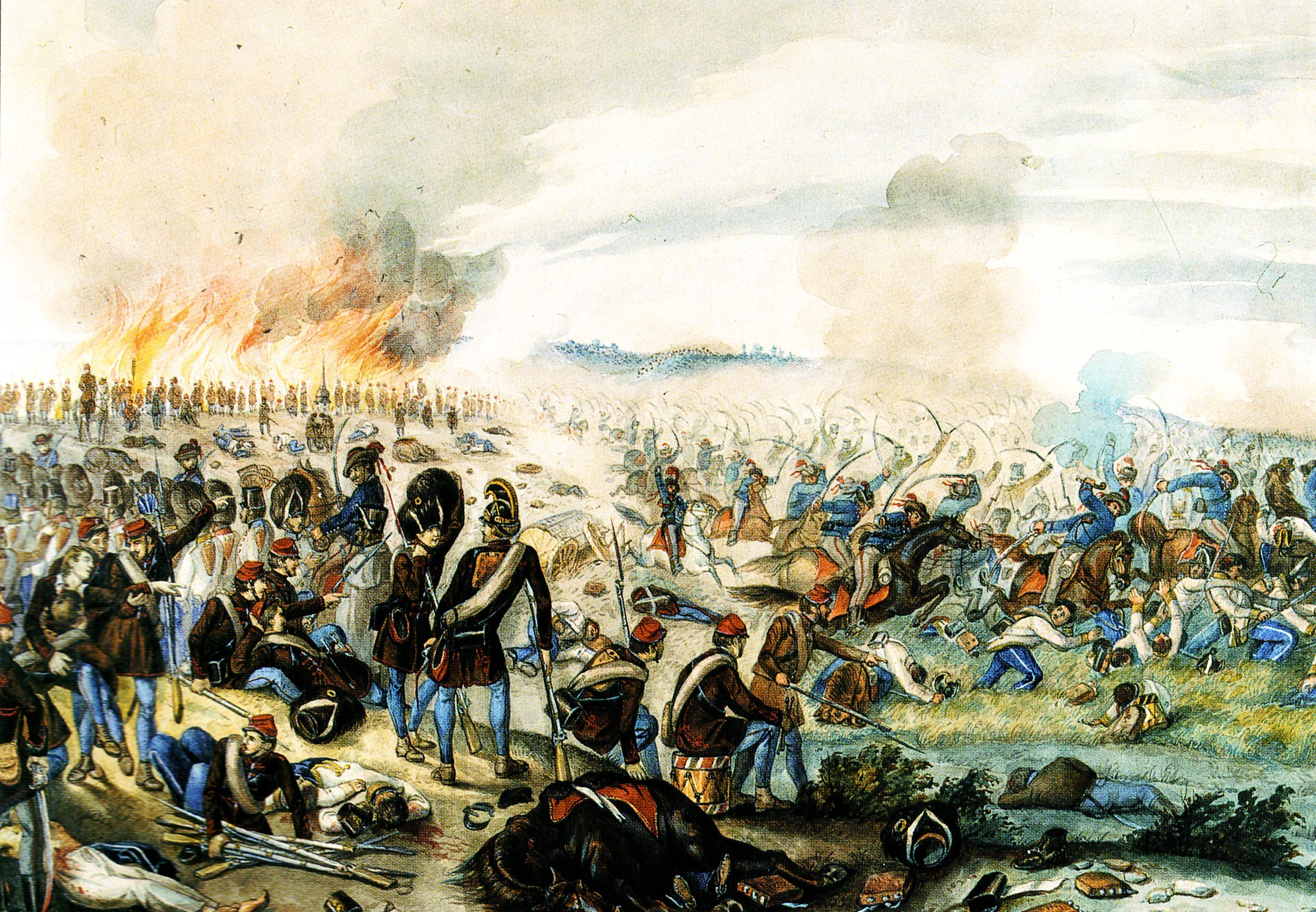
Than Mór festménye

- 1871-ben a lévai temetőben állítottak emlékművet a csatából megsebesült és Léván elhunyt honvédek emlékére
- 1876-ban Bars vármegye közönsége gránit-obeliszket állított Nagysallón, mely régóta a környék magyarságának fő emlékező helye[3]
- 1939-ben a barsendrédi temetőben állítottak emlékművet
- 1999-ben a református templomnál állítottak emléket

## Neves személyek
- Ebben a csatában esett el Hamar Ernő (1828–1849) teológushallgató, főhadnagy.
- Itt sebesült meg Patay Károly református tábori lelkész.
- Itt sebesült meg Pálma Constantin (Pálmay Szilárd) honvédtiszt, 1869-től honvéd-főhadnagy.
- Itt sebesült meg Sarlay János tanár, honvéd, tüzér, állami főreáliskolai tanár. Petőfi Sándor barátja.
- A csatában részt vettek többek között:
  - Asbóth Sándor (1810–1868) mérnök, alezredes, később amerikai dandártábornok és nagykövet
  - Erdősi Imre (1814–1890) piarista szerzetes, tanár, honvéd tábori lelkész, a „branyiszkói hős”
  - Fiala János vasúti mérnök, a magyar szabadságharc és az amerikai polgárháború katonája
  - Görgei Artúr (1818–1916) honvédtábornok, hadügyminiszter
  - Horváth János honvédezredes
  - Illésy Sándor (1830–1886) nagykun-kerületi kapitány és Kisújszállás polgármestere
  - Karsa Ferenc (1827–1915) hadnagy, Görgey parancsőrtisztje, emlékíró
  - Knezić Károly honvéd vezérőrnagy, aradi vértanú
  - Kondor Gusztáv csillagász, geodéta, matematikus, a Magyar Tudományos Akadémia levelező tagja
  - Mokry Endre (1827–1889) főmérnök és miniszteri osztálytanácsos
  - Nagysándor József (1803–1849) honvéd vezérőrnagy, aradi vértanú
  - Pap Lajos (1826–1882) ezredes, országgyűlési képviselő
  - Szende Béla (1823–1882) magyar politikus, honvédelmi miniszter
  - Szikszai Lajos (1825–1897) Szilágy vármegye alispánja, az Országgyűlés tagja, királyi tanácsos és műgyűjtő
  - Villási Pál (1820–1888) jogász, tanár, kertészeti szakíró